# Charles Collignon
Charles Edgard Collignon (Parigi, 7 settembre 1877 – Parigi, 26 aprile 1945) è stato uno schermidore francese, vincitore di una medaglia d'oro nella scherma ai giochi olimpici.